# Liste de personnages LGBT dans des séries télévisées
 (décembre 2022).
- Si vous ne connaissez pas le sujet, laissez ce bandeau (vous pouvez alors contacter les auteurs).
- Si vous supprimez le contenu mis en cause (vous pouvez préalablement contacter les auteurs),

argumentez précisément cette suppression dans la page de discussion
(un manque de référence n'est pas un argument ; une recherche réelle de référence doit avoir été effectuée, être formellement documentée).
Pour un article plus général, voir LGBT à la télévision.
Cette page contient des caractères spéciaux ou non latins. S’ils s’affichent mal (▯, ?, etc.), consultez la page d’aide Unicode.
La liste de personnages LGBT dans les séries télévisées inclut les personnages fictifs appartenant à cette catégorie.

## Argentine
| Titre                   | Années | Années | Chaîne   | Personnages                                             |
| Titre                   | Début  | Fin    | Chaîne   | Personnages                                             |
| ----------------------- | ------ | ------ | -------- | ------------------------------------------------------- |
| Los exitosos Pells      | 2008   | 2009   | Telefe   | Martín Pells et Tomás Andrada (gays)                    |
| Para vestir santos (en) | 2010   | 2010   | El Trece | - Malena San Juan - Laura (lesbienne) - Ema (lesbienne) |
| Graduados               | 2012   |        | Telefe   | Guillermo Almada                                        |
| Farsantes               | 2013   | 2014   | El Trece | Guillermo Graziani (gay)                                |
| Solamente vos           | 2013   | 2014   | El Trece | Lautaro Cousteau (gay)                                  |
| Las Estrellas           | 2018   | 2019   | El Trece | Jazmin (lesbienne) et Flor (bisexuelle)                 |
| Separadas               | 2020   |        | El Trece | Martina (bi/pan) et Paula                               |

## Australie
| Titre                  | Années | Années | Chaîne                                                       | Personnages |
| Titre                  | Début  | Fin    | Chaîne                                                       | Personnages |
| ---------------------- | ------ | ------ | ------------------------------------------------------------ | --- |
| Les Voisins            | 1985   |        | Seven Network Network Ten Eleven                             | - Chris (gay, 2010-2015) - Aidan (gay, 2011-2013) - Nate (gay, 2014-) - Aaron (gay, 2015-) |
| Summer Bay             | 1988   |        | Seven Network                                                | - Charlie Buckton (bisexuelle, 2008-2012) - Joey Collins (lesbienne, 2009) |
| Nos vies secrètes      | 2001   | 2005   | Network Ten                                                  | - Richie (2001-2003) - Simon |
| Rush                   | 2008   | 2011   | Network Ten                                                  | - Stella Dagostino (bisexuelle, 2008-2011) |
| Dance Academy          | 2010   | 2013   | ABC1                                                         | - Sammy - Ollie |
| House Husbands         | 2012   |        | Nine Network                                                 | - Kane Albert - Tom Parker |
| Miss Fisher enquête    | 2012   |        | ABC                                                          | - Elizabeth Macmilan (lesbienne) - Charles Freeman (gay) - Miss Christopher (intersexe) |
| Please Like Me         | 2013   | 2016   | ABC 2                                                        | - Josh (gay) - Geoffrey (gay) - Patrick (gay) - Arnold (gay) - Hannah (lesbienne) |
| Wentworth              | 2013   |        | Soho                                                         | - Franky Doyle (lesbienne, 2013-2018) - Erica Davidson (bisexuelle, 2013) - Bridget Westfall (lesbienne, 2015-2018) - Bea Smith (bisexuelle, 2013-2016) - Allie Novak (lesbienne, 2016-) - Maxine Conway (transgenre, 2014-2017) - Lucy "Juice" Gambaro (lesbienne, 2015-) - Joan Ferguson (lesbienne, 2014-)                     |
| A Place to Call Home   | 2013   |        | Seven Network (2013-2014) SoHo (2015) Showcase (depuis 2016) | - James Bligh - Harry Polson |
| Crownies (en)          | 2011   | 2011   | ABC                                                          | Janet King et Ashleigh Larsson (couple) |
| Janet King (en)        | 2014   |        | ABC                                                          | - Janet King et Ashleigh Larsson (couple) - Bianca Grieve (lesbienne) |
| Barracuda              | 2016   | 2016   | ABC                                                          | - Danny Kelly - Demet |
| Deep Water             | 2016   | 2016   | SBS                                                          | - Oscar Taylor (gay) |
| Sisters                | 2017   |        | Network Ten                                                  | - Edie Flanagan (lesbienne) - Osacar (gay) - Amanda (lesbienne) |
| Dr Harrow              | 2018   |        | ABC                                                          | - Simon Van Reyk (gay) |
| Why Are You Like This? | 2018   |        | ABC                                                          | - Austin (gay) - Mia (bisexuelle) |
| Total Control          | 2019   |        | ABC                                                          | - Jonathan Cosgrove (gay) - Christopher Bingham (gay) |
| Fisk                   | 2020   |        | ABC                                                          | - Anthony et Viktor (couple gay) - George (pansexuel) |
| Le Club de plongée     | 2021   | 2021   | Netflix                                                      | - Anna (bisexuelle) - Camille (lesbienne) |
| Hartley, cœurs à vif   | 2022   |        | Netflix                                                      | - Darren Rivers (gay et non-binaire) - Quinni Gallagher-Jones (lesbienne) - Pères de Quinni (couple gay) - Sasha So (lesbienne) - Dustin "Dusty" Reid (saison 1, invité saison 2) (bisexuel) - Douglas "Cash" Piggott (asexuel et queer) - Malakai Mitchell (bisexuel) - Missy Beckett (bisexuelle) - Rowan (saison 2) (bisexuel) |
| Deadloch               | 2023   |        | Amazon Prime Video                                           | - Dulcie (lesbienne), - Cath (lesbienne), |

## Belgique
| Titre           | Années | Années | Chaîne   | Personnages                                                                         |
| Titre           | Début  | Fin    | Chaîne   | Personnages                                                                         |
| --------------- | ------ | ------ | -------- | ----------------------------------------------------------------------------------- |
| Flikken         | 1999   | 2009   | Één      | Wilfried Pasmans                                                                    |
| Thuis           | 1995   |        | Één      | Franky (2011-)                                                                      |
| Code 37         | 2009   |        | VTM      | épisode Agressions (Gaybashing).                                                    |
| La Trêve        | 2016   |        | La Une   | Camille (lesbienne)                                                                 |
| La Théorie du Y |        |        | RTBF     | Anna                                                                                |
| Unité 42        | 2017   |        | La Une   | Nassim (gay)                                                                        |
| Ben             | 2018   |        | La Une   | Axelle Robin (lesbienne)                                                            |
| Wtfock          | 2018   |        |          | Milan (gay) Robbe (gay) Sander (pansexuel) Jens (Questionnement)                    |
| Beau Rivage     | 2021   |        | Één Arte | - Alice Teirlinck et Jasmine (couple) - Vinnie Scheepers et Nicholas Moens (couple) |

## Brésil
| Titre                 | Années       | Années | Chaîne     | Personnages                                                                          |      |            |                 |
| --------------------- | ------------ | ------ | ---------- | ------------------------------------------------------------------------------------ | ---- | ---------- | --------------- |
| Titre                 | Mandala (en) | 1987   | Chaîne     | Personnages                                                                          | 1988 | Rede Globo | Laio (bisexuel) |
| Mico Preto (pt)       | 1990         |        | Rede Globo | - José Maria (gay) - Zé Luís (gay)                                                   |      |            |                 |
| A Próxima Vítima      | 1995         |        | Rede Globo | - Jefferson - Sandro                                                                 |      |            |                 |
| Tour de Babel         | 1998         |        | Rede Globo | - Rafaela - Leila                                                                    |      |            |                 |
| As Filhas da Mãe (pt) | 2001         | 2002   | Rede Globo | Ramona (transgenre)                                                                  |      |            |                 |
| Desejos de Mulher     | 2002         |        | Rede Globo | - Ariel - Tadeu                                                                      |      |            |                 |
| Femmes amoureuses     | 2003         |        | Rede Globo | - Clara - Rafaela                                                                    |      |            |                 |
| América               | 2005         |        | Rede Globo | - Junior (gay) - Zeca (gay)                                                          |      |            |                 |
| O Astro (en)          | 2011         |        | Rede Globo | - Henri (gay) - Pablo (gay) - Felipe (bisexuel)                                      |      |            |                 |
| Morde & Assopra (en)  | 2011         |        | Rede Globo | Áureo                                                                                |      |            |                 |
| Passions mortelles    | 2011         |        | Rede Globo | - Roni (gay) - Eduardo (gay) - Hugo (gay) - Nelson (gay) - Araci (gay) - Xicão (gay) |      |            |                 |
| Amor e Revolução      | 2011         | 2012   | SBT        | - Marcela (bisexuelle) - Marina (bisexuelle) - Marta (bisexuelle)                    |      |            |                 |
| Cheias de Charme      | 2012         |        | Rede Globo | - Sidney (gay) - Anderson (gay) - Wanderley (gay)                                    |      |            |                 |
| Balacobaco (en)       | 2012         | 2013   | RecordTV   | - Patrick(gay) - Breno (gay)                                                         |      |            |                 |
| Império               | 2014         |        | Rede Globo | - Cláudio (gay) - léo (gay) - Téo Pereira (gay) - Xana Summer (transgenre)           |      |            |                 |
| Em Família            | 2014         |        |            | - Marina (lesbienne) - Clara Fernandes (lesbienne)                                   |      |            |                 |
| A Teia                | 2014         |        | Rede Globo | - Suzane - Wanda                                                                     |      |            |                 |
| Verdades Secretas     | 2015         |        | Rede Globo | - Visky (gay) - Maurice (gay) - Bruno (bisexuel)                                     |      |            |                 |
| Babilônia             | 2015         |        | Rede Globo | - Teresa (lesbienne) - Estela (bisexuelle) - Ivan et Sérgio (couple gay)             |      |            |                 |
| A Regra do Jogo       | 2015         | 2016   | Rede Globo | - Duda - Úrsula                                                                      |      |            |                 |
| A Lei do Amor         | 2016         | 2017   | Rede globo | - Gledson - Wesley - Zelito                                                          |      |            |                 |
| Coisa Mais Linda      | 2019         |        | Netflix    | - Thereza - Helô                                                                     |      |            |                 |
| Boca a boca           | 2019         |        | Netflix    |                                                                                      |      |            |                 |
| Stupid Wife           | 2022         |        | Ponto Ação | - Luiza Campos - Valentina Albuquerque                                               |      |            |                 |

## Chili
| Titre                | Années | Années | Chaîne | Personnages                                    |
| Titre                | Début  | Fin    | Chaîne | Personnages                                    |
| -------------------- | ------ | ------ | ------ | ---------------------------------------------- |
| Familia moderna (es) | 2015   |        |        | Fernando Navarro et Gustavo Gallo (couple gay) |
| La Meute             | 2020   |        | TNC    | Celeste Ibarra et Sofía Radič (couple)         |

## Corée du Sud
| Titre                                                    | Années                     | Années | Chaîne  | Personnages                                                     |
| -------------------------------------------------------- | -------------------------- | ------ | ------- | --------------------------------------------------------------- |
| Titre                                                    | Reply 1994 (en) (응답하라) | 1994   | Chaîne  | Personnages                                                     |
| Reply 1997 (응답하라                                     | 1997                       | 2012   |         | Kang Joon-hee (gay)                                             |
| Life Is Beautiful(인생은 아름다워)                       | 2010                       |        |         | - Tae-sub (gay) - Kyung-soo (gay)                               |
| Secret Garden(시크릿 가든)                               | 2010                       | 2011   |         | Han Tae-sun (gay)                                               |
| Daughters of Club Bilitis (클럽빌리티스의 딸들)          | 2011                       |        |         | - Kim Joo-Yeon (lesbienne) - amies de Kim joo-Yeon (lesbiennes) |
| Seonam Girls High School Investigators (선암여고 탐정단) | 2014                       | 2015   |         | - Han Soo-yeon (lesbienne) - Park Eun-bin (lesbienne)           |
| The Lover (더 러버)                                      | 2015                       |        |         | - Lee Joon-jae (bisexuel) - Takuya (gay)                        |
| Lily fever (대세는 백합)                                 | 2015                       |        |         | - Kim Kyung-ju - Jang Se-rang                                   |
| Prison Playbook (슬기로운 감빵생활)                      | 2017                       |        |         | - Yoo Han-yang (gay) - Song Ji-won (gay)                        |
| Squid Game (오징어게임)                                  | 2021                       |        | Netflix | - Cho Hyun-ju (transgenre) (depuis 2024)                        |

## Danemark
| Titre                  | Années    | Années | Chaîne | Personnages                            |  |  |                                                        |
| ---------------------- | --------- | ------ | ------ | -------------------------------------- |  |  | ------------------------------------------------------ |
| Titre                  | Heartless | 2014   | Chaîne | Personnages                            |  |  | - Sofie Nielsen (lesbienne) - Emilie Just (lesbiennes) |
| Rita                   | 2012      |        |        | - Jeppe Madsen (gay) - David (gay)     |  |  |                                                        |
| Quand revient le calme | 2020      |        | DR     | - Elisabeth Hoffmann et Stina (couple) |  |  |                                                        |

## Espagne
| Titre                                    | Années | Années | Chaîne                | Personnages |
| Titre                                    | Début  | Fin    | Chaîne                | Personnages |
| ---------------------------------------- | ------ | ------ | --------------------- | --- |
| El cor de la ciutat                      | 2000   | 2009   | TV3                   | - Max Carbó (gay) - Enric (gay, 2006-2009) - Lago (gay, 2007-2009) |
| Hospital Central                         | 2000   | 2012   | Telecinco             | - Esther (bisexuelle, 2000-2011) - Maca (lesbienne, 2004-2011) - Vero (lesbienne, 2007-2009) |
| Un, dos, tres                            | 2002   | 2005   | Antena 3              | - Beni (gay, 2002) - César (gay, 2005) |
| Aquí no hay quien viva                   | 2003   | 2006   | Antena 3              | - Mauricio et Fernando (couple) |
| Los hombres de Paco                      | 2005   | 2010   | Antena 3              | - Silvia Castro - Pepa Miranda (2008-2010) |
| Cuestión de sexo                         | 2007   | 2009   | Cuatro                | - Sofia - Daniella (2009) |
| La que se avecina                        | 2007   |        | Telecinco             | - Araceli Madariaga (bisexuelle, 2007-2008, 2011-) - Alba Recio (transgenre, 2007-2009, 2014-) - Silvio Ramírez (gay, 2007-2008) - Fabio Sabatani (gay, 2007-2008) |
| Physique ou Chimie                       | 2008   | 2011   | Antena 3              | - Fernando Redondo dit Fer (gay) - David Ferrán (gay, 2009-2011) - Borja (2010) |
| Tierra de lobos                          | 2010   | 2014   | Telecinco             | - Cristina - Isabel |
| Buscando el norte                        | 2016   |        | Antena 3              | - Carol (lesbienne) |
| Merlí                                    | 2015   | 2018   | TV3                   | - Bruno Bergeron (gay) - Pol Rubio (bisexuel) - Oliver Grau (gay) |
| Paquita Salas                            | 2016   |        | Flooxer (es), Netflix | - Lidia San José (lesbiennes) |
| Les Demoiselles du téléphone             | 2017   |        | Netflix               | - Carlotta (bisexuelle) - Oscar (bisexuel et transgenre) |
| La casa de papel                         | 2017   | 2021   | Antena 3, Netflix     | - Tokyo (bisexuelle) - Helsinki (gay) - Palerme (gay) - Manille (transgenre) |
| Élite                                    | 2018   | 2024   | Netflix               | - Omar Shaana (gay) - Ander Munoz (gay) - Christian Varela (bisexuel) - Polo Benavent Villada (bisexuel et polyamoureux) - Valerio Montesinos (bisexuel et polyamoureux) - Rebeka (bisexuelle) - Cayetana (polyamoureuse) - Mencía Blanco Commerford (queer) - Patrick Blanco Commerford (gay) - Ivan Carvalho (bisexuel) - Cruz Carvalho (gay) - Malik Diallo (gay) - Beni (gay) - Begoña Benavent (lesbienne) - Andrea Benavent (lesbienne) - Jess (lesbienne) - Nicolás « Nico » Fernández (homme transgenre) - Sara (bisexuelle) - Hector (pansexuel) |
| Permis de vivre                          | 2019   |        | Netflix               | - Carlos Bandeira (gay) - Alejandro (gay en couple avec Carlos) |
| Skam España                              | 2019   |        | Movistar+             | - Chris Soto (bisexuelle) - Joana Bianchi (bisexuelle) - Lucas (gay) |
| Toy Boy                                  | 2019   |        | Antena 3              | - Jairo - Andrea (gay) |
| Quelqu'un doit mourir                    | 2020   |        | Netflix               | - Gabino (couple) - Lázaro (couple) |
| Sky Rojo                                 | 2021   |        | Netflix               | Wendy (lesbienne) |
| La Cuisinière de Castamar                | 2021   |        | Netflix               | - Alfredo et Ignacio (couple) |
| Bienvenidos a Edén                       | 2022   |        | Netflix               | - Zoa (bisexuelle) - Bel (lesbienne) - Eloy et Orson (couple gay) |
| Entrevías                                | 2022   |        | Telecinco             | - Amanda Martos (lesbienne) - Jimena Abantos (lesbienne) |
| Alma                                     | 2022   |        | Netflix               | - Bruno et Martín (couple gay) |
| Smiley                                   | 2022   |        | Netflix               | - Álex (gay) - Bruno (gay) - Javier/Keena Mandrah (gay et artiste travesti) - Vero et Patricia (couple lesbien) - Ramón (gay) - Ibra (bisexuel) |
| Si j'avais su                            | 2022   |        | Netflix               | - Deme et Andrés (couple gay) |
| L'Âge de la colère                       | 2022   |        | Antena 3              | - Marcos (gay) - Raúl (bisexuel) |
| Bosé (es)                                | 2022   |        | Paramount+            | - Miguel Bosé (bisexuel) - Pablo Alborch (gay) |
| Un, dos, tres : nouvelle génération (es) | 2022   |        | Antena 3              | - Luca (gay) |
| Sur l'autel de la famille                | 2022   |        | Netflix               | - Abel Martínez / Eduardo Santos (gay) - Germán (bisexuel) |
| Sans laisser de traces                   | 2023   |        | Amazon Prime          | - Desi (lesbienne) - Irene (lesbienne) |
| Respira                                  | 2024   |        | Netflix               | - Enrique « Quique » Román (gay) - Óscar Amaro (gay) |

## Grèce
- Modern Family (Μοντέρνα Οικογένεια / Moderna Oikogeneia, 2014-2015) : Dimitris et Lambros (couple)
- Le Blues du maestro (2023) : Antonis (gay) et Spyros (bisexuel)

## Irlande
- Bobbie's Girl, Showtime, 2002 : Bobbie et Bailey (couple lesbien)
- Raw, série dramatique sur RTÉ (2008-2013) : Geoff et Pavel.
- Mrs. Brown's Boys, RTÉ et BBC Scotland (2011-) : Rory Brown.
- Vikings, History, saison 4, 2016 : Lagherta et Astrid (couple lesbien)
- Derry Girls, Netflix (2019-) : Clare

## Islande
- Stella Blómkvist, 2018 : Stella Blómkvist (bisexuelle) et Dagbjört (bisexuelle)
- Les Meurtres de Valhalla (RÚV/Netflix, 2019) : Arnar (gay)

## Israël
- Florentine (Aroutz 2, 1997-2000) : Iggy et Tomer (couple)
- Mary Lou (Tamid oto chalom, Hot, 2009) : Meir (gay)
- Ima VeAbaz (Hot, 2012) : Erez et Sami (couple)

## Italie
| Titre                         | Années | Années | Chaîne    | Personnages |
| Titre                         | Début  | Fin    | Chaîne    | Personnages |
| ----------------------------- | ------ | ------ | --------- | --- |
| Terapia d'urgenza             | 2008   |        | Rai 2     | - Marina (lesbienne) - Esther (bisexuelle) |
| Tutti insieme all'improvviso  | 2016   |        | Canale 5  | Sara et Federica (bisexuelles) |
| Skam Italia                   | 2018   |        | TIMvision | - Filippo Sava (gay) - Martino Rametta (gay) - Niccolo Fares (bisexuel) - Luai (gay) - Elia Santini (une rumeur dit qu'il est bisexuel)                    |
| Commissaire Montalbano        | 2020   |        | Rai 4k    | - Agata (bisexuelle) - Caterina (lesbienne) |
| Le fate ignoranti - La serie  | 2022   |        | Disney+   | - Massimo (bisexuel) - Michele (gay) - Annamaria et Roberta (couple lesbien) - Luciano et Riccardo (couple gay) - Sandrino (gay) - Vera (femme transgenre) |
| Nous voulons tous être sauvés | 2022   |        | Netflix   | - Gianluca (gay, non binaire) |

## Mexique
| Titre                               | Années | Années | Chaîne                | Personnages |
| Titre                               | Début  | Fin    | Chaîne                | Personnages |
| ----------------------------------- | ------ | ------ | --------------------- | --- |
| Capadocia                           | 2008   | 2012   | HBO                   | Antonia (femme transgenre) |
| XY                                  | 2009   | 2012   | Once TV México        | - Adrián - Julián |
| Las Aparicio                        | 2010   |        | Cadenatres            | Julia Aparicio et Mariana (Couple) |
| Antes muerta que Lichita,           | 2015   | 2016   | Televisa              | - Alejandro de Toledo (gay) - Mondragón Casablanca (gay) |
| Corazón que miente                  | 2016   |        | Las Estrellas         | |
| La casa de las flores               | 2018   |        | Netflix               | - Julián De La Mora et Diego (couple) - María José (femme transgenre) |
| Amar a muerte                       | 2018   |        | Televisa et Univision | - Juliana Valdés - Valentina Carbaja |
| Monarca                             | 2018   |        | Netflix               | Alejandro |
| Juntos el corazón nunca se equivoca | 2019   |        | Las Estrellas         | Aris et Temo (couple) |
| Al otro lado del muro               | 2018   |        | Telemundo             | Alondra (lesbienne) |
| Desenfrenadas                       | 2020   |        |                       | Vera |
| Control Z                           | 2020   |        | Netflix               | - Isabela De La Fuente (femme transgenre) - Alex (lesbienne) - Gabriela (lesbienne) - Luis (gay) - Gerardo "Gerry" Granda (bisexuel) - María Alexander (bisexuelle) - Bernardo (gay)     |
| Qui a tué Sara ?                    | 2021   |        | Netflix               | José María "Chema" et Lorenzo (couple) |
| Au nom de la vengeance              | 2021   |        | Netflix               | - Juana "Manny" Manuela (bisexuelle) - Daniel (homme gay transgenre) - Isabel (bisexuelle)                                                                                               |
| Rebelde                             | 2022   |        | Netflix               | - Luka Colucci (gay) - Guillermo « Dixon » Álvarez (bisexuel) - Andrea « Andi » Agosti (lesbienne) - Emilia Alo (bisexuelle) - Okane (bisexuel) - Ilse (bisexuelle) - Laura (bisexuelle) |
| Tríada                              | 2023   |        | Netflix               | Tamara Sánchez (bisexuelle) |

## Norvège
| Titre                    | Années | Années | Chaîne      | Personnages                                                                                               |
| Titre                    | Début  | Fin    | Chaîne      | Personnages                                                                                               |
| ------------------------ | ------ | ------ | ----------- | --- |
| Témoin sous silence      | 2014   | 2014   | NRK         | - Philip - Henning                                                                                        |
| Skam                     | 2015   | 2017   | NRK P3      | - Isak (gay), personnage principal de la saison 3 - Eskild (gay), colocataire de Noora - Even (pansexuel) |
| Borderliner              | 2017   |        | TV2         | - Nikolai Andreassen (gay)                                                                                |
| Les Héritiers de la nuit | 2019   |        | Prime Video | - Ivy (lesbienne) - Inger de Dracas (lesbienne)                                                           |
| Ragnarök                 | 2020   |        | Netflix     | - Isolde (lesbienne) - Laurits (gay/genderfluid)                                                          |

## Nouvelle-Zélande
- Shortland Street (TVNZ 2 1992-) : Maia Jeffries (2004-2012) en relation avec Jay Copeland (2004-2007), puis avec Nicole Miller (2009-)
- Brokenwood (Prime TV, 2014-) : Neil Bloom, pharmacien et maire gay de la ville

## Pakistan
- Khuda Mera Bhi Hai (خدا میرا بھی ہے), ARY Digital, 2016-2017 : Noor (intersexe)

## Pays-Bas
| Titre                        | Années | Années | Chaîne  | Personnages                                                     |
| Titre                        | Début  | Fin    | Chaîne  | Personnages                                                     |
| ---------------------------- | ------ | ------ | ------- | --------------------------------------------------------------- |
| Goede tijden, slechte tijden | 1990   |        | RTL     | - Lucas Sanders (2009-2012) - Marco (2010) - Edwin (2010-2012). |
| SpangaS                      | 2007   |        | NCRV    |                                                                 |
| Skam                         |        | 2019   |         | - Ralph (gay) - Lucas Van Der Heijiden (gay non assumé)         |
| Dirty Lines                  | 2022   |        | Netflix | Ramon (bisexuel)                                                |

## Philippines
- My Husband's Lover, GMA Network, 2013 : Vincent (bisexuel), Eric (gay)
- Beki Boxer, TV5, 2014.
- Dading, GMA Network, 2014 : Ricardo (personnage principal)
- Destiny Rose, GMA Network, 2015 : Joey Flores-Vergara (transgenre)
- The Rich Man's Daughter (en), GMA Network, 2015 : Jade et Althea (lesbiennes)

## Pologne
| Titre                    | Années | Années | Chaîne          | Personnages                                                                |
| Titre                    | Début  | Fin    | Chaîne          | Personnages                                                                |
| ------------------------ | ------ | ------ | --------------- | -------------------------------------------------------------------------- |
| Géométrie de la mort     | 2019   | 2019   | Canal+ Premium, | Lieutenant Marek Mielnik (gay)                                             |
| Sexify                   | 2021   |        | Netflix         | "Jabba" (gay)                                                              |
| Les Monstres de Cracovie | 2022   |        | Netflix         | Alex (bisexuelle)                                                          |
| Queen                    | 2022   |        | Netflix         | - S. Bork/Loretta (gay et drag queen) - Corentin (gay) - Patryk (bisexuel) |
| Les Débuts               | 2023   |        | Netflix         | - Niko (bisexuel) - Igor (bisexuel)                                        |

## Portugal
- Ninguém como Tu (TVI, 2005) : personnage de João
- Aqui não há quem viva (SIC, 2006-2008) : couple Fernando et Gustavo
- Podia Acabar o Mundo (SIC, 2008-2009) : couple Cláudia et Sónia
- Morangos com Açúcar (TVI, 2010) : Fábio et Nuno
- Sol de Inverno (SIC, 2013) : Nuno et Simão
- Mar Salgado (SIC, 2014) : Catarina et Joana
- O Beijo do Escorpião (TVI, 2014) : Paulo et Miguel
- Coração d'Ouro (SIC, 2015-2016) : Diogo et André
- A Teia (TVI, 2018-2019) : Matilde et Patrícia

## Suède
| Titre                      | Années | Années | Chaîne      | Personnages                                                       |
| Titre                      | Début  | Fin    | Chaîne      | Personnages                                                       |
| -------------------------- | ------ | ------ | ----------- | ----------------------------------------------------------------- |
| Dårfinkar & dönickar       | 1988   | 1989   | Kanal 1     | Simone (travestissement)                                          |
| Gay Army                   | 2006   | 2006   | Kanal 5     | neuf personnages principaux                                       |
| Real Humans : 100 % humain | 2012   | 2014   | SVT1        | Åsa, la femme pasteur (2012)                                      |
| Snö                        | 2012   | 2012   | SVT1        | Rasmus, Benjamin et leurs amis                                    |
| Jour polaire               | 2016   | 2016   | SVT1/Canal+ | Anders Harnesk (gay)                                              |
| Spring Tide                | 2016   | 2018   | SVT1        | Lennie (gay)                                                      |
| Notre grande famille       | 2017   |        | SVT         | Birgitta et Gugge (couple)                                        |
| Une si belle famille       | 2019   |        | Arte        | Meja et Sunny (couple)                                            |
| Young Royals               | 2021   |        | Netflix     | Wilhelm et Simon (couple gay)                                     |
| Complètement à cran        | 2021   |        | Netflix     | Julia et Ro (couple lesbien)                                      |
| Tore                       | 2023   |        | Netflix     | Tore, Viggo, Erik (gays), Shady Meat (drag queen), Lo (lesbienne) |

## Singapour
| Titre      | Années | Années | Chaîne  | Personnages                         |
| Titre      | Début  | Fin    | Chaîne  | Personnages                         |
| ---------- | ------ | ------ | ------- | ----------------------------------- |
| Class T1T5 | 2018   |        | YouTube | - Kevin (gay) - Melissa (lesbienne) |

## Suisse
- Best Friends (SRF zwei, 2010-) : Flip et Nick
- Neumatt (Netflix, 2021-): Michi, Dome, Joel

## Thaïlande
- Love Sick The Series, GM Live, 2014-2015 : Phun et Noh (gays)
- Make It Right (รักออกเดิน Rak Ok Doen), MCOT HD, 2016 : Fuse, Tee, Frame et Book (gays)
- SOTUS: The Series (พี่ว้ากตัวร้ายกับนายปีหนึ่ง), GMM TV, 2016 : Arthit et Kongpob (gays)
- Bad Romance The Series (ตกหลุมหัวใจยัยปีศาจ Dtok Loom Hua Jai Yai Bpee Saht), PPTV HD, 2016- : Korn (gay), Knock et Cho (bisexuel)
- My Bromance: The Series (My Bromance พี่ชาย เดอะซีรีส์), MCOT, 2016- : Golf et Bank (gays)
- Make It Right 2: The Series (รักออกเดิน Rak Ok Doen), MCOT HD, 2017 : Fuse, Tee, Frame et Book (gays)
- 2Moons The Series GMM TV, 2017 : Wayo et Phana (gays)
- Water Boyy The Series GMM TV, 2017 : Apo et Waii
- Together With Me The Series (อกหักมารักกับผม) LINE TV, 2017 : Korn et Knock
- SOTUS S: The Series GMM TV, 2017 : Arthit et Kongpob (gays)
- 'Cause You're My Boy GMM TV, 2018 : Tee et Mork (gays)
- Bangkok Love Stories: Innocence, GMM 25, 2018 : Simon (gay), Mednoon et Teera (femmes trans), Keaton (bisexuel)
- Love by Chance LINE TV, GMM TV, 2018 : Ae, Pete, Tin, Can, Techno, Kengkla, Tum et Tar (gays)
- 2gether: The Series GMM 25, 2020
- Gap: The Series (ทฤษฎีสีชมพู), Thai TV3, 2022: Mon et Sam (lesbiennes)
- Ready, Set, Love, Netflix, 2024 : Paper et Chun (couple gay), Jenny et Nat (couple lesbien)

## Turquie
- Kayıp Şehir, Kanal D, 2012 : Duygu (transgenre)
- 20 Dakika, Star TV, 2013 : Özgür Erköse (gay)
- Bir Başkadır, Netflix, 2020 : Hayrunnisa (lesbienne)
- Love 101 (Aşk 101), Netflix, 2020 : Osman